# (6534) 1995 DT1
(6534) 1995 DT1 (1995 DT1, 1990 KQ1) — астероїд головного поясу.
Тіссеранів параметр щодо Юпітера — 3,066.